# Kathleen Freeman

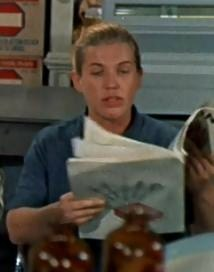
Kathleen Freeman i trailern till Dadda för tre (1958).

Kathleen Freeman, född 17 februari 1923 i Chicago, Illinois, död 23 augusti 2001 i New York, var en amerikansk skådespelare och filmproducent. Hon har även varit en av medarbetarna i filmen The Collector (1965). Hon var en av producenterna för filmerna Lemony Snickets berättelse om syskonen Baudelaires olycksaliga liv (2004) och Teacher's Pet (2000).

## Filmografi
- Ready to Rumble (2000)
- Blues Brothers 2000 (1998)
- Two Guys Talkin About Girls (1994)
- Nakna pistolen 33 1/3 (1994)
- Reckless Kelly (1994)
- Styv i korken! (1991)
- Gremlins 2 - Det nya gänget (1990)
- Aldrig redo! (1988)
- Den unge förföraren (1987)
- Inside Out (1987)
- Dragnet (1987)
- Blues Brothers (1980)
- Unholy Rollers (1972)
- Latigo (1971)
- But i Don't Want to Get Married (1970)
- Balladen om Cable Hogue (1970)
- En handfull bly för sheriffen (1968)
- Point Blank (1967)
- Alla tiders Casanova (1966)
- En jäkel till doktor (1964)
- Dr. Jäkel och Mr. Hyde (1963)
- Bara på skoj (1961)
- Huller om buller (1961)
- Madison Avenue (1961)
- Alaska (1960)
- Flugan - 58 (1958)
- Televisionsmordet (1954)
- Farornas land (1954)
- Glasväggen (1953)
- Föryngringsprofessorn (1952)
- Singin' in the Rain (1952)